# Email spam
Email spam è una categoria di spam che sfrutta le email per l'invio di messaggi indesiderati, cioè messaggi che non sono stati richiesti dal destinatario. Più precisamente si usa il termine Unsolicited Bulk Email (UBE) per identificare email indesiderate inviate in grandi quantità e Unsolicited Commercial Email (UCE) quando le email di spam hanno contenuto commerciale. 
Lo spam via email può avere diversi scopi, dalla pubblicità (di prodotti o siti Web) alla truffa e diffusione di malware. Esistono diversi software, i cosiddetti anti-spam, che permettono di arginare il problema dell'email spam implementando tecniche basate ad esempio su bloccaggio o filtraggio del traffico email. Nonostante sia illegale in diversi paesi, l'email spam rimane un fenomeno difficile da eradicare sia perché il modello dei costi lo rende tuttora vantaggioso per gli spammer, sia perché la legislazione in materia di spam varia da paese a paese.

## UBE e UCE
UBE è il termine più generale con il quale ci si riferisce ad email indesiderate inviate in grandi quantità. Affinché un'email venga identificata come UBE devono valere entrambe le caratteristiche. Le newsletter, ad esempio, non sono UBE se sono state richieste dal destinatario, ma lo possono diventare se il loro invio continua anche dopo la richiesta di cancellazione da parte del destinatario. Rientrano in questa categoria le catene di Sant'Antonio, le email di scam e di propaganda. 
Il tipo però più frequente di UBE sono le Unsolicited Commercial Email (UCE), email di spam a contenuto commerciale, che costituiscono circa il 50% dello spam totale. 
Anche la prima email di spam inviata su ARPANET da Gary Thuerk nel 1978 (quando ancora il termine spam non era stato associato alle UBE) apparteneva a questa categoria. Si trattava infatti di un'email in cui veniva pubblicizzato un nuovo modello di Digital Equipment Corporation che Thuerk vendeva. Da allora i prodotti pubblicizzati nelle UCE si sono diversificati andando comunemente a riguardare servizi finanziari, medicinali e cure mediche, hardware e software, contenuti per adulti.

## Scopi

### Spamvertising
Il termine spamvertising è una sincrasi di spam e del verbo inglese advertise usato per identificare email di spam inviate con lo scopo di fare pubblicità a determinati siti web. Più in generale il termine si riferisce alla pratica di pubblicizzare siti web tramite email di spam, forum online, blog, allo scopo di incrementare il numero di visite verso quei siti. In questo modo un sito può ad esempio migliorare il proprio page rank e aumentare così la probabilità di venire visualizzato tra i primi risultati di una ricerca. L'inserimento di link al sito da pubblicizzare viene di solito fatto in automatico da bot, cioè programmi in grado di eseguire funzionalità automatiche su internet che possono essere usati anche a fini malevoli.

### Scam
Lo scam è un tentativo di truffa che sfrutta metodi di ingegneria sociale per indurre gli utenti a fare investimenti in denaro o a rivelare dati sensibili. La truffa viene spesso attuata usando email di spam nelle quali si usano diverse tecniche psicologiche per guadagnare la fiducia dell'utente o instaurare in lui un senso di colpa o di urgenza che lo predispongano a decisioni impulsive. 
Un esempio famoso di scam è la truffa alla nigeriana attuata per la prima volta tramite email nel 1994. Coloro che organizzano la truffa inviano un'email nella quale si parla di grosse somme di denaro che dovrebbero essere trasferite o recuperate da una banca estera. Chi scrive perciò chiede aiuto per anticipare il deposito cauzionale. Come ricompensa si riceverà una percentuale del denaro recuperato. 
Un'altra forma di scam avviene tramite siti Internet per incontri e conoscenze, detti scam sentimentali.

### Phishing
Il phishing è la pratica con la quale utenti malintenzionati cercano, attraverso internet, di recuperare informazioni personali, password o codici di accesso degli utenti. Si tratta di una categoria di scam che inganna l'utente con email dall'aspetto apparentemente ufficiale per indurlo a trasmettere le proprie credenziali. È un'attività illegale che sfrutta una tecnica di ingegneria sociale: il malintenzionato effettua un invio massivo di messaggi di posta elettronica che imitano, nell'aspetto e nel contenuto, messaggi legittimi di fornitori di servizi o di persone a lui note.
In accordo con (EN) SpamLaws queste email rappresentano il 73% di tutte le email di spam e nel 2015 hanno interessato un numero crescente di banche e negozi online, nonostante secondo il (EN) bollettino Kaspersky sulla sicurezza nel 2015 le organizzazioni maggiormente oggetto di attacchi di phishing siano state Yahoo!, Facebook e Google.

### Diffusione di malware
Le email di spam possono essere usate per diffondere malware, cioè un qualsiasi software malevolo usato per danneggiare o interferire con un computer. I metodi più usati per ottenere questo scopo sono principalmente due: allegare direttamente all'email di spam un file infetto, oppure inserire nel messaggio di spam link a siti malevoli, tramite i quali avverrà poi il download del malware.
Nel primo caso gli spammer cercano di mascherare i file infetti, per lo più aventi estensione .doc o .xls, con nomi apparentemente innocui, spesso riferiti all'ambito finanziario. A questo proposito, si veda ad esempio il CryptoLocker: un malware comparso verso la fine del 2013, che ha sfruttato gli allegati delle email di spam per diffondersi.

### Raccolta indirizzi email validi
Una tecnica usata dagli spammers per raccogliere indirizzi email validi è il Directory Harvest Attack, una forma di attacco a dizionario. L'attacco ha lo scopo di distinguere indirizzi email validi e non validi tra quelli associati ad un server SMTP. Per fare questo, lo spammer invia email di spam (anche prive di contenuto) ad un lungo elenco di indirizzi email destinatari, generato più o meno casualmente. Dopodiché, se un indirizzo email non è valido, in genere il server SMTP del ricevente rifiuta l'email e ritorna una qualche notifica di errore al mittente. Se invece, nel caso contrario, l'indirizzo è valido, la mail viene semplicemente accettata dal server SMTP. 
Sfruttando questo meccanismo gli spammers sono in grado di creare delle liste di indirizzi email validi che potranno essere successivamente target di email di spam. Benché si tratti propriamente di un passo preliminare allo spam vero e proprio, anche questo processo di raccolta degli indirizzi può essere identificato come spam, poiché prevede l'invio UBE.

### Spambot
Uno spambot è un particolare tipo di web crawler in grado di raccogliere gli indirizzi e-mail dai siti web, dai newsgroup, dai post dei gruppi di discussione e dalle conversazioni delle chat-room. Poiché gli indirizzi e-mail hanno una struttura ben definita, è molto facile realizzare uno spambot.
Un altro tipo di spambot spazzola il web alla ricerca di moduli compilabili e invia messaggi di spam per mezzo di questi moduli, spesso utilizzando tecnologie OCR per bypassare eventuali CAPTCHA.
Esistono inoltre degli spambot utilizzati per inserire dei link nei guestbook, nei wiki, nei blog, nei forum e in ogni altra tecnologia web, allo scopo di aumentare il posizionamento delle pagine web nei motori di ricerca PageRank.

### Brute force
Ogni indirizzo di posta elettronica ha una struttura specifica: nome @ dominio .com / .net / .org / … .
La parte del dominio è facile da sapere perché basta cercare i servizi di posta elettronica più popolari al mondo come gmail.com, yahoo.it o libero.it. Tramite un programma viene generata la parte del nome con diverse combinazioni di lettere ed è facile trovare quelli reali. Ad esempio: mariorossi@gmail.com, mariorossi1@gmail.com, mariorosi@gmail.com, marcorossi@gmail.com e così via.
Nel corso di una campagna di spam, uno spammer potrebbe generare milioni e milioni di indirizzi email casuali quindi se anche l'1% di questi indirizzi di posta sono reali, tantissimi riceveranno lo spam.

## Tecniche di spam

### Nascondere il contenuto del messaggio
Molte tecniche di filtraggio antispam cercano gli schemi nelle intestazioni o nei corpi dei messaggi. Ad esempio, un utente può decidere che tutti i messaggi di posta elettronica che ricevono con la parola " Viagra " come soggetto sono spam e possono così istruire il loro programma di posta elettronica per eliminare automaticamente tutti questi messaggi. Per sconfiggere tali filtri, lo spammer può intenzionalmente inserire errori nelle parole filtrate comunemente o inserire altri caratteri, spesso in uno stile simile a leetspeak, come nei seguenti esempi: V1agra , Via'gra , Vi @ graa , vi * gra , \ iagra . Ciò consente di avere molti modi diversi con cui esprimere una data parola, rendendoli più difficili da individuare per il software di filtraggio.
Il principio di questo metodo è quello di lasciare la parola leggibile agli esseri umani (che possono facilmente riconoscere la parola intesa nonostante tali errori), ma probabilmente non essere riconosciuti dal programma. Ciò non è molto efficace, perché i modelli filtranti moderni sono stati progettati per riconoscere i termini delle blacklist nelle varie trasformazioni. Altri filtri mirano all'uso non standard di punteggiatura o numeri in luoghi insoliti. Analogamente, l'email basata su HTML offre agli spammer più strumenti per far ignorare il testo. L'inserimento di commenti HTML tra le lettere può ingannare alcuni filtri, come nascondere il testo reso invisibile impostando il colore del carattere sul bianco su uno sfondo bianco o riducendo la dimensione del carattere alla più piccola possibile. Un'altra operazione comune prevede la presentazione del testo come immagine, che viene inviata o caricata da un server remoto. Questo può essere impedito non consentendo al programma di posta elettronica di caricare immagini.
Poiché il filtro Bayesiano è diventato popolare come tecnica di filtraggio spam, gli spammer hanno iniziato a utilizzare dei metodi per indebolirlo. Ad una prima approssimazione, i filtri bayesiani si basano sulla probabilità che compaiono determinate parole. Se un messaggio contiene molte parole utilizzate solo nello spam, e poche che non vengono mai utilizzate nello spam, è probabile che sia spam. Per indebolire i filtri bayesiani, alcuni spammer, ora includono linee di parole irrilevanti e casuali, con una tecnica nota come avvelenamento bayesiano. Una variante di questa tattica può essere presa in prestito dall'abuso di Usenet conosciuto come "Hipcrime" per includere passaggi da libri tratti dal progetto Gutenberg, o frasi assurde generate con algoritmi di "dissociazione di stampa”. Frasi generate casualmente possono creare spoetry (spamming poesia) o spam arte.
Un altro metodo usato per mascherare lo spam come messaggi legittimi è l'utilizzo di nomi di mittenti auto-generati nel campo From: che vanno da quelli realistici come "Jackie F. Bird" a (per errore o intenzionalmente) nomi bizzarri. Gli indirizzi di ritorno sono anche essi generati automaticamente, spesso utilizzando nomi di dominio legittimi di proprietari ignari, portando alcuni utenti a incolparli.

### Spam di immagine
Lo spam di immagine è un metodo di oscuramento con cui il testo del messaggio viene memorizzato come un'immagine GIF o JPEG e visualizzata nell'email. Ciò impedisce ai filtri di spam basati sul testo di rilevare e bloccare questi messaggi. Lo spam di immagine è stato utilizzato nella metà degli anni 2000 per pubblicizzare le scorte "pump and dump".
Spesso, lo spam di immagine contiene del testo assurdo e generato al computer che semplicemente infastidisce il lettore. Tuttavia, alcuni nuovi programmi tentano di leggere le immagini cercando di trovare testo al loro interno. Questi programmi non sono molto precisi, e talvolta capita che filtrino immagini di prodotti innocenti, ad esempio una scatola con delle parole sopra.
Una tecnica più recente consiste nell'utilizzare un'immagine GIF animata che non contiene del testo chiaro ma che compone delle lettere (come in CAPTCHA) per evitare di essere rilevati tramite strumenti di riconoscimento ottico dei caratteri.

### Spam vuoto
Lo spam vuoto è lo spam privo di un annuncio pubblicitario. Spesso il corpo del messaggio è assente, insieme alla linea del soggetto. Tuttavia, si adatta alla definizione di spam a causa della sua grande diffusione ed essendo un'email non richiesta.
Lo spam vuoto può essere originato in modi diversi, sia intenzionali che non intenzionali:
1. Lo spam vuoto può essere inviato durante un attacco a dizionario per raccogliere indirizzi validi da un provider di servizi di posta elettronica. L'obiettivo di quest’attacco è quello di utilizzare i rimbalzi per separare gli indirizzi non validi da quelli validi.
2. Lo spam vuoto può anche verificarsi quando uno spammer dimentica o non riesce ad aggiungere l’annuncio quando elabora lo spam.
3. Spesso le intestazioni di spam vuote appaiono troncate, suggerendo degli errori del computer, come bug nel software o l’uso di software scadente oppure dei server relay mal funzionanti o eventuali problemi che potrebbero aver troncato le linee di intestazione dal corpo del messaggio.
4. Alcuni spam potrebbero sembrare vuoti quando in realtà non lo sono. Un esempio è il worm di posta elettronica VBS.Davinia.B che si propaga attraverso messaggi che non hanno alcuna linea di soggetto e vengono visualizzati in bianco, quando invece utilizzano del codice HTML per scaricare altri file.

## Difese contro lo spam
È presente un certo numero di servizi e software, spesso chiamati antispam, che i server e-mail e gli utenti possono utilizzare per ridurre il carico di spam sui loro sistemi e caselle di posta. Alcuni di questi contano sul rifiuto dei messaggi provenienti dai server conosciuti come spammer. Altri analizzano in modo automatico il contenuto dei messaggi e-mail ed eliminano o spostano in una cartella speciale quelli che somigliano a spam. Questi due approcci al problema sono talvolta definiti come bloccaggio e filtraggio. 
Entrambe le tecniche riducono l'ammontare di spam inviata alle caselle postali degli utenti, mentre il bloccaggio permette anche di ridurre la banda sprecata, rifiutando i messaggi prima che siano trasmessi al server dell'utente. 
Il filtraggio tende ad essere una soluzione più accurata, poiché può esaminare tutti i dettagli del messaggio. Molti sistemi di filtraggio si avvantaggiano delle tecniche di apprendimento del software, che permette di aumentare la propria accuratezza rispetto al sistema manuale. Alcuni trovano questa tecnica troppo invadente nei riguardi della privacy, e molti amministratori preferiscono bloccare i messaggi che provengono dai server tolleranti nei confronti degli spammer.

### DNSBL
Una specifica tecnica di bloccaggio comprende le DNSBL (DNS-based blackhole lists), nella quale un server pubblica liste di indirizzi ip, in modo che un server di posta possa essere facilmente impostato per rifiutare la posta che proviene da questi indirizzi. Ci sono diverse liste di DNSBL, che hanno politiche diverse: alcune liste contengono server che emettono spam, altre contengono open mail relay, altre elencano gli ISP che supportano lo spam.

### Greylisting
Greylisting o graylisting è un metodo per difendere gli utenti dallo spam via e-mail. Un mail server che utilizza la tecnica di greylisting rifiuterà temporaneamente tutte le e-mail da un mittente che non conosce. Se l'e-mail è legittima, il mail server del mittente ritenterà l'invio, e questa volta l'operazione verrà accettata. Se l'e-mail viene inviata da uno spammer, probabilmente non si avrà un ulteriore tentativo poiché il mail server dello spammer avendo a disposizione migliaia (o milioni) di indirizzi email, passerebbe oltre non occupandosi degli errori.

### DomainKeys Identified Mail (DKIM)
DomainKeys Identified Mail è un metodo di autenticazione delle e-mail che consente al destinatario di verificare che un'e-mail provenga da un dominio specifico e che sia stata effettivamente autorizzata dal proprietario di quel dominio. Si intende prevenire l’uso di indirizzi falsificati nelle e-mail.
DKIM consente a un dominio di associare il proprio nome a un’e-mail mediante l'apposizione di una firma digitale. Una firma valida garantisce che alcune parti dell'e-mail (eventualmente inclusi gli allegati) non siano state modificate da quando è stata apposta la firma.

### Filtraggio statistico ed euristico
Fino a poco tempo fa, le tecniche di filtraggio facevano affidamento sugli amministratori di sistema che specificavano le liste di parole o espressioni regolari non permesse nei messaggi di posta. Perciò se un server riceveva spam che pubblicizzava "herbal Viagra", l'amministratore poteva inserire queste parole nella configurazione del filtro. Il server avrebbe scartato tutti i messaggi con quella frase. Lo svantaggio di questo filtraggio "statico" consiste nella difficoltà di aggiornamento e nella tendenza ai falsi positivi: è sempre possibile che un messaggio non-spam contenga quella frase.
Il filtraggio euristico, come viene implementato nel programma SpamAssassin, si basa nell'assegnare un punteggio numerico a frasi o modelli che si presentano nel messaggio. Quest'ultimo può essere positivo, indicando che probabilmente contiene spam o negativo in caso contrario. Ogni messaggio è analizzato e viene annotato il relativo punteggio, esso viene in seguito rifiutato o segnalato come spam se quest'ultimo è superiore ad un valore fissato. In ogni caso, il compito di mantenere e generare le liste di punteggi è lasciato all'amministratore.
Il filtraggio statistico fa uso dei cosiddetti filtri bayesiani. Fu proposto per la prima volta nel 1998 nel AAAI-98 Workshop on Learning for Text Categorization, e fu reso popolare da un articolo di Paul Graham nel 2002. Esso usa metodi probabilistici, ottenuti grazie al Teorema di Bayes, per predire se un messaggio è spam o no, basandosi su raccolte di email ricevute dagli utenti.

### Tecniche miste
Da qualche tempo stanno crescendo vari sistemi di filtraggio che uniscono più tecniche di riconoscimento dello spam, in modo da un lato minimizzare il rischio di falsi positivi (ovvero email regolari scambiate erroneamente per spam), dall'altro per aumentare l'efficienza del filtraggio. Si può quindi pensare di combinare il filtraggio per DNSBL con quello euristico e statistico, come alcuni programmi iniziano a prevedere, e fare così in modo di unire i pregi di ogni metodo di filtraggio e contemporaneamente ridurre i rischi grazie ai controlli multipli.

### Alcune buone regole di prevenzione spam
È ben noto che alcuni spammer considerano le risposte ai loro messaggi - anche a quelle del tipo "Non fare spam" - come conferma che l'indirizzo è valido e viene letto. Allo stesso modo, molti messaggi di spam contengono indirizzi o link ai quali viene indirizzato il destinatario per essere rimosso dalla lista del mittente. 
In generale, per prevenire lo spam, esistono semplici regole che ognuno può seguire:
- Non mettere mai il proprio indirizzo email su dei siti o su forum/newsgroup.
- Non rispondere allo spam.
- Se si vuole inserire la propria email su un sito web, metterla sotto forma di immagine in modo che solo gli umani possano leggerla.
- Non immettere l’indirizzo email nel browser.
- Non dare l’indirizzo email ai siti web in modo indiscriminato.[8]

## Inganni e frodi
Gli spammer spesso usano nomi, indirizzi, numeri di telefono e altre informazioni false per impostare account "usa e getta" per diversi servizi Internet. Spesso utilizzano anche numeri di carta di credito falsi o rubati per pagarli. Ciò consente loro di muoversi rapidamente da un account all'altro, dato che gli ISP di volta in volta scoprono e chiudono questi vari account.
Le grandi aziende possono assumere una ditta esterna per inviare messaggi da parte loro in modo che i reclami o il blocco di posta elettronica cada su terzi. Altri si occupano di fare spoofing di indirizzi e-mail (molto più facile dello spoofing di indirizzi IP). 
Dato che il protocollo di posta elettronica (SMTP), di default, non predispone dell'autenticazione, lo spammer può fingere di originare un messaggio da qualsiasi indirizzo email. Per evitare questo, alcuni ISP e domini richiedono l'utilizzo del protocollo SMTP-AUTH, che invece dispone dell'identificazione dell'account specifico da cui originare un'email.
I mittenti non possono interamente contraffare le catene di recapito della posta elettronica (l'intestazione "Ricevuto da"), poiché il server di posta ricevente registra la connessione effettiva dall'indirizzo IP dell'ultimo server di posta. Per contrastare questo, alcuni spammer falsificano le intestazioni di recapito aggiuntive per far sembrare che l'email abbia precedentemente attraversato molti server legittimi.

## Legalità
Inviare spam viola la politica di utilizzo accettabile (acceptable use policy, AUP) di quasi tutti i provider di servizi Internet. I provider non riescono sempre a far rispettare gli AUP. Alcuni ISP chiudono gli account degli spammer senza dar loro alcun preavviso, altri invece hanno meno personale adeguato o competenze tecniche per farlo, mentre altri ancora possono rivelarsi riluttanti ad applicare condizioni restrittive nei confronti dei clienti, per loro, redditizi.
Poiché il destinatario sostiene direttamente i costi di consegna, di stoccaggio e di elaborazione, si potrebbe considerare la posta elettronica spam come l’equivalente della posta elettronica indesiderata cartacea. A causa del basso costo dell’invio di email e del potenziale profitto che si può ottenere, alcuni ritengono che solo una rigorosa applicazione della legge possa interrompere la posta indesiderata. In America, la coalizione contro le e-mail commerciali non richieste (Coalition Against Unsolicited Commercial Email, CAUCE) sostiene che "Oggi gran parte del volume di spam viene inviato da criminali di professione e da hacker malevoli che non si fermeranno finché non saranno tutti presi e messi in carcere".

### Unione Europea
Tutti i paesi dell'Unione Europea hanno approvato leggi che contrastano specificamente la posta spam.
L'articolo 13 della direttiva dell'Unione europea sulla privacy e le comunicazioni elettroniche (2002/58 / CE) prevede che gli Stati membri dell'UE adottino le misure appropriate per garantire che le comunicazioni indesiderate ai fini del marketing diretto, non siano consentite senza il permesso degli iscritti interessati, queste misure devono essere stabilite dalla legislazione nazionale.

### Italia
Le “Linee guida in materia di attività promozionale e contrasto allo spam” del 4 luglio 2013, richiamandosi alla Direttiva 2002/58/CE e alla legge 196 del 2003, si soffermano in particolare sui seguenti aspetti (Garante, 2013):
- Le nuove frontiere dello spamming – come quello diffuso sui social network (il cosiddetto social spam) o tramite alcune pratiche di “marketing virale” o “marketing mirato” – possono comportare modalità sempre più insidiose e invasive della sfera personale degli utenti interessati.
- Invio di offerte commerciali solo con il consenso preventivo. Per poter inviare comunicazioni promozionali e materiale pubblicitario tramite sistemi automatizzati (telefonate preregistrate, e-mail, fax, sms, mms) è necessario aver prima acquisito il consenso dei destinatari. Tale consenso deve essere specifico, libero, informato e documentato per iscritto.
- Consenso per l’uso dei dati presenti su Internet e social network. È necessario lo specifico consenso del destinatario per inviare messaggi promozionali agli utenti di Facebook, Twitter e altri social network o di altri servizi di messaggistica e Voip sempre più diffusi come Skype, WhatsApp, Viber, Messenger, etc.[9]

## Costi
Nel calcolare il costo causato dall'invio di UBE è utile distinguere tra i costi sostenuti dal mittente e dal ricevente. Sebbene il mittente debba infatti pagare i costi di creazione e invio dell'email, la maggior parte dei costi sono in realtà a carico del ricevente. Anche il ricevente, come il mittente, deve pagare il costo della connessione internet per la ricezione dell'email, ma in più deve sostenere i costi di memorizzazione delle email nella casella di posta e pagare una perdita in termini di produttività; senza contare le spese tecniche sostenute per arginare il problema dello spam.
Guardando alle statistiche, in riferimento al 2015 di media sono state inviate 3.9 email di spam al secondo che hanno rappresentato circa il 55.28% del traffico email totale, mentre nel 2014, secondo la stessa fonte, la percentuale era stata del 66.76%. 
Tutto questo traffico impatta ovviamente sulla banda internet: se si considera una dimensione media delle email di spam di 2 KB, un utente che ne riceve 1000 al giorno consuma circa 1,95 MB. Queste considerazioni contano in modo particolare quando il destinatario è un'azienda. In questo caso i 1,95 MB dell'esempio precedente vanno moltiplicati per il numero di impiegati dell'azienda, facendo salire lo spreco di banda a 195 MB al giorno per un'azienda che conta 100 dipendenti. Per quanto semplicistico, questo esempio aiuta a capire l'impatto che ha lo spam sulla rete. Tuttavia i suoi effetti non riguardano soltanto il sovraccarico delle comunicazioni. Se lo spam raggiunge la casella di posta, l'utente destinatario dovrà sprecare tempo per cancellarle manualmente, rischiando di non vedere email importanti e plausibilmente aumentando la propria frustrazione. Tutto ciò si riassume in una perdita di produttività, che diventa ancor più significativo nel caso di un'azienda.
Secondo uno studio fatto da Radicati Research Group Inc il costo dello spam è di 20.5 miliardi di dollari l'anno per le aziende, mentre Nucleus Research stima che all'anno sono persi circa $1934 in termini di produttività per impiegato.
Dall'altro lato uno spammer può acquistare in internet indirizzi email non verificati per un costo inferiore al centesimo, mentre se l'indirizzo email è verificato il costo sale a 50 centesimi. Questa spesa, anche se moltiplicata per un migliaio di indirizzi, non compete con i costi sostenuti dai destinatari dello spam e vanno inoltre valutati eventuali introiti nel caso in cui lo spam venga usato con intenti malevoli, come il phishing ad esempio.

## Origini

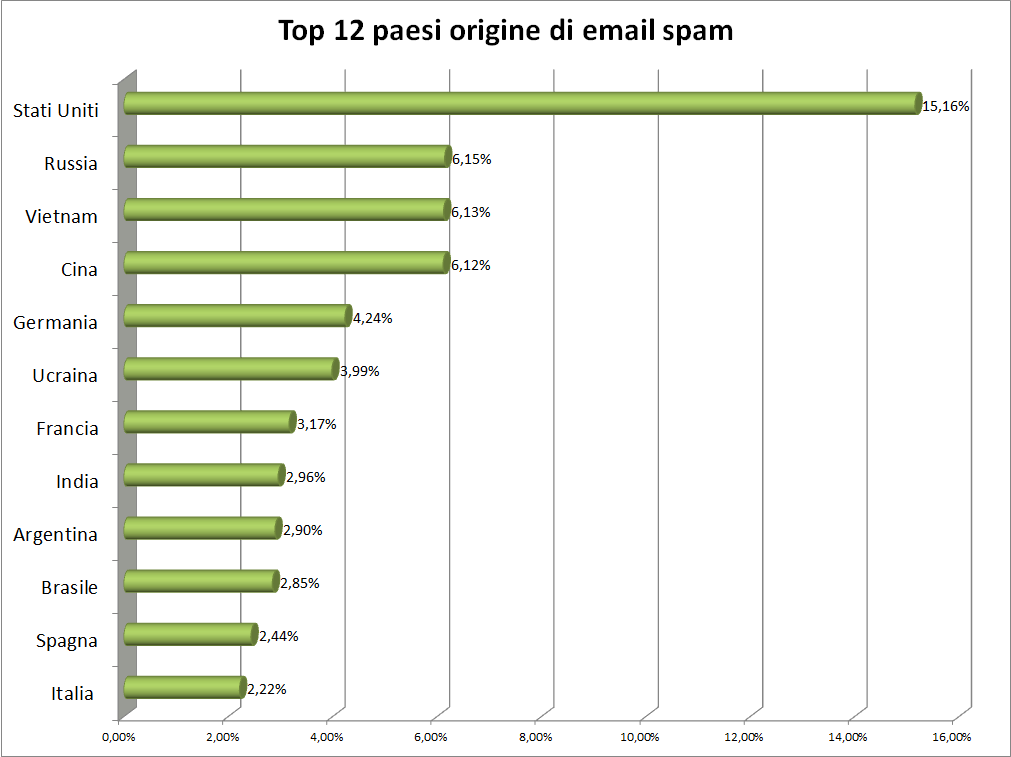
Top 12 paesi origine di email spam

Nonostante lo spam sia un problema globale, le leggi anti-spam non hanno la stessa rigidità in tutti i paesi. Questo fa dei paesi con le legislazioni più deboli in materia di spam il punto di partenza preferito dagli spammer per l'invio di UBE.
Lo spam nella maggior parte dei casi è generato da computer che, spesso a insaputa dei proprietari, sono stati infettati e inclusi in una botnet per l'invio di spam. L'origine delle email di spam quindi non ha a che vedere direttamente con la nazionalità degli spammer, per maggiori informazioni sui quali si veda la top 10 redatta da Spamhaus. 
Se si guarda ai volumi di email spam inviati dai vari paesi, non stupisce che ai primi posti ci siano nazioni molto popolose come Stati Uniti, Russia e Cina. In queste nazioni infatti il numero di computer potenzialmente infettabili da malware è statisticamente più alto che in altri paesi, pertanto la probabilità di entrare a far parte di una botnet che invia spam è più alta che in altre nazioni meno popolose. Per questa ragione, una classifica più equa delle nazioni di origine dello spam dovrebbe tener conto anche della popolazione di quelle nazioni.